# Griesheim-près-Molsheim
Griesheim-près-Molsheim es una comuna francesa situada en la circunscripción administrativa de Bajo Rin y, desde el 1 de enero de 2021, en el territorio de la Colectividad Europea de Alsacia, en la región de Gran Este. Tiene una población estimada, en 2019,  de 2228 habitantes.

## Demografía
| 766 | 802 | 1094 | 1309 | 1503 | 1722 | 2228 |
| Para los censos de 1962 a 1999 la población legal corresponde a la población sin duplicidades (Fuente: INSEE [Consultar]) |     |      |      |      |      |      |